# ウィメンズアクションネットワーク
ウィメンズ アクション ネットワーク（英名：Women's Action Network，略称:WAN）とは、日本の女性の権利を確立する為に活動している社会運動団体、東京都に本部を置く認定NPO法人である。女性のネットワーク構築とエンパワーメントに寄与する事業を中心に行う。女性運動・女性学関連のポータルサイト「ウィメンズ アクション ネットワーク（WAN）」を運営している。

## 経緯
1982年、京都府京都市で日本発の女性のための専門書店の松香堂書店がオープンした。その後、後進の「ブックストアゆう」の継続が難しくなった際に集まったメンバーらが新しい発信の場として、女性をつなぐ総合情報ウェブサイト「ウィメンズ アクション ネットワーク（WAN）」を立ち上げ、そのウェブサイトの主体として2009年に同団体を設立した。ウェブサイト運営だけではなく、シンポジウムの開催や交流会や相談会の開催、団体と個人を結びつけるネットワーク作りなども行っている。
2022年4月、議会の男女比同数（パリテ）を目指すためのシンポジウムを開催し、立憲民主党の辻元清美、日本共産党の田村智子、社会民主党の福島みずほらが参加した